# Herb Lesotho
Herb Lesotho – herb przyjęty 4 października 1966, w tym samym czasie, kiedy Lesotho zadeklarowało niepodległość. 

## Historia
Herb został przyjęty 4 października 1966 roku, po odzyskaniu przez Lesotho niepodległości. Miał on podobną formę jak obecny, inna była kolorystyka: konie i krokodyl miały kolor brązowy, tarcza,wstęga, palki i tyrs były w kolorze złotym. W 2006 roku z okazji obchodów rocznicy niepodległości zmieniono kolorystykę krokodyl na niebieski, a tarczy, włóczni, knobkerrie, tyrsowi i wstędze nadano kolor brązowy.  

## Opis
Herb przedstawia krokodyla na tarczy ludów Basotho. Za tarczą znajdują się dwie skrzyżowane dziewiętnastowieczne bronie. Po prawej  drewniana pałka knobkerrie. Na tarczy został umieszczony krokodyl, który jest symbolem narodowym. Nazwę głównego plemienia Lesotho - Bakoena można przetłumaczyć jako „ludzie-krokodyle”. Krokodyl był też herbem wodza i króla Moshoeshoe I. Obecnie krokodyle nilowe (Crocodylus niloticus) w Lesotho nie występują. Tarcza jest z lewej i prawej strony podtrzymywana przez dwa konie. Na pierwszym planie, poniżej tarczy znajduje się brązowa wstęga z dewizą Lesotho: Khotso, Pula, Nala (w języku sotho Pokój, Deszcz, Dostatek).